# Abraham Caceres
Abraham de Caceres o Casseres (fl. 1718 – 1740) fue un compositor judeo portugués-holandés del Barroco tardío.

## Vida
Caceres es conocido principalmente como compositor residente de la comunidad sefardí de Ámsterdam entre 1720 y 1740. «En la primera mitad del siglo XVIII Abraham Caceres se distinguió como el compositor más importante de la comunidad» según Blom, Fuks-Mansfeld, y Schöffer. Precedió y durante un tiempo trabajó junto a al gentil Christian Joseph Lidarti, al cual se le encargó componer el oratorio Esther en lengua hebrea.

«El canto y la música eran partes esenciales de esta celebración, y con los años, la parte musical de la festividad asumió tal... Los dos compositores regulares en residencia del Amsterdam Sephardim fueron Abraham Caceres, que era judío, y Cristiano Giuseppe Lidarti , que era un gentil»
 — Alfred Sendrey

Abraham de Caceres puso música a los poemas de Moshe Chaim Luzzatto.

«(...) Moses Hayyim Luzzatto, que vivió en Ámsterdam desde 1736 hasta 1743, escribió los poemas y Abraham Caceres la música.»

## Obra
Algunas de sus obras se conservan en la Biblioteca Etz-Haim.
Tres canciones de este compositor, «Hiski Hizki». «Hamesiah». «Le El Elim», han sido grabadas por el ensemble Salamone Rossi en 2009.